# El tresor de l'Amazones
 El tresor de l'Amazones  (original: The Rundown) és una pel·lícula d'acció estatunidenca del 2003 dirigida per Peter Berg protagonitzada per Dwayne Johnson, Seann William Scott, Christopher Walken i Rosario Dawson.Ha estat doblada al català.

## Argument
Beck (The Rock) treballa com a guardaespatlles, pels deutes que té amb Boby. Aquest últim li demana recuperar el seu fill Travis (Seann William Scott), arqueòleg que s'ha escapat de la seva facultat per marxar a la recerca d'un tresor perdut «el Gat del Diable». Molt aviat aquesta missió porta Beck i Travis a enfrontar-se al ric propietari local Hacher (Christopher Walken) que explota la població local a les mines, la jungla hostil brasilera i els rebels que desitgen alliberar-se del jou de Hacher.

## Repartiment
- Dwayne Johnson: Beck
- Seann William Scott: Travis
- Rosario Dawson: Mariana
- Christopher Walken: Hatcher
- Ewen Bremner: Declan
- Jon Gries: Harvey
- William Lucking: Billy Walker

## Al voltant de la pel·lícula
En aquesta pel·lícula fa una breu aparició Arnold Schwarzenegger en el paper de l'amo d'un local nocturn: en l'escena inicial, es creua fugaçment amb The Rock dient-li "Diverteix-te".
Durant una de les seqüències inicials Beck "treballa" en un recepta de cuina i anota "porc" a la seva agenda començant a escriure sota la traducció anglesa, però és interromput després de "mush....." Més vegades durant la pel·lícula (a manera d'irònic eslògan), Beck intenta acabar de parlar sense aconseguir-ho.
En l'escena on el camió que portava Travis esclata darrere Beck, es pot veure que les imatges estan invertides: el protagonista té els dos fusells a la mà esquerra (i no a la dreta) i el tall sobre la seva samarreta sota l'omòplat és "traslladat" a l'altre cantó.